# Odisha Football Club 2022-2023
Questa voce raccoglie le informazioni riguardanti l'Odisha nelle competizioni ufficiali della stagione 2022-2023.

## Organico

### Rosa
| N. |                      | Ruolo | Calciatore            |
| -- | -------------------- | ----- | --------------------- |
| 1  | India (bandiera)     | P     | Amrinder Singh        |
| 2  | India (bandiera)     | C     | Lalhrezuala Sailung   |
| 3  | India (bandiera)     | D     | Narender Gahlot       |
| 4  | India (bandiera)     | D     | Nikhil Prabhu         |
| 5  | Spagna (bandiera)    | D     | Carlos Delgado        |
| 6  | Australia (bandiera) | D     | Osama Malik           |
| 7  | Spagna (bandiera)    | A     | Pedro Martín          |
| 8  | India (bandiera)     | C     | Paul Ramfangzauva     |
| 9  | Brasile (bandiera)   | A     | Diego Maurício        |
| 10 | India (bandiera)     | C     | Raynier Fernandes     |
| 11 | India (bandiera)     | C     | Nandha Kumar Sekar    |
| 12 | India (bandiera)     | A     | Akshunna Tyagi        |
| 13 | India (bandiera)     | P     | Niraj Kumar           |
| 15 | India (bandiera)     | C     | Shubham Sarangi       |
| 16 | India (bandiera)     | D     | Tankadhar Bag         |
| 17 | India (bandiera)     | C     | Jerry Mawihmingthanga |

| N. |                   | Ruolo | Calciatore               |
| -- | ----------------- | ----- | ------------------------ |
| 19 | India (bandiera)  | C     | Isak Vanlalruatfela      |
| 21 | Spagna (bandiera) | C     | Saúl Crespo              |
| 23 | India (bandiera)  | C     | Michael Soosairaj        |
| 24 | India (bandiera)  | C     | Thoiba Singh Moirangthem |
| 25 | India (bandiera)  | C     | Princeton Rebello        |
| 27 | India (bandiera)  | D     | Sebastian Thangmuansang  |
| 28 | India (bandiera)  | P     | Lalthuammawia Ralte      |
| 30 | India (bandiera)  | D     | Denechandra Meitei       |
| 32 | Spagna (bandiera) | C     | Víctor Rodríguez         |
| 36 | India (bandiera)  | D     | Sahil Panwar             |
| 37 | India (bandiera)  | D     | Rishabh Dobriyal         |
| 39 | India (bandiera)  | D     | Lalruatthara             |
| 48 | India (bandiera)  | C     | Isaac Vanmalsawma        |
| 55 | India (bandiera)  | D     | Deven Sawhney            |
| 77 | India (bandiera)  | C     | CVL Remtluanga           |
| 99 | India (bandiera)  | A     | Aniket Jadhav            |

#### Altri giocatori
| N. |                  | Ruolo | Calciatore       |
| -- | ---------------- | ----- | ---------------- |
|    | India (bandiera) | P     | Antonio D'Silva  |
|    | India (bandiera) | D     | Jones Lalthakima |

| N. |                  | Ruolo | Calciatore     |
| -- | ---------------- | ----- | -------------- |
|    | India (bandiera) | D     | Hendry Antonay |
|    | India (bandiera) | D     | Karan Amin     |

### Staff tecnico
- Clifford Miranda - Allenatore ad interim
- Jacobo Ramallo Varela - Vice allenatore
- Clifford Miranda - Vice allenatore
- Manu Patricio - Allenatore portieri

## Calciomercato
| Acquisti | Acquisti                 | Acquisti        | Acquisti      |
| R.       | Nome                     | da              | Modalità      |
| -------- | ------------------------ | --------------- | ------------- |
| P        | Ravi Kumar               | Mumbai City     | Fine prestito |
| P        | Lalthuammawia Ralte      | Punjab FC       | Definitivo    |
| P        | Amrinder Singh           | ATK Mohun Bagan | Definitivo    |
| P        | Niraj Kumar              | Rajasthan Utd   | Definitivo    |
| P        | Antonio D'Silva          |                 |               |
| D        | Jones Lalthakima         | Aizawl          | Fine prestito |
| D        | Narender Gahlot          | Jamshedpur      | Definitivo    |
| D        | Carlos Delgado           |                 | Svincolato    |
| D        | Osama Malik              |                 | Svincolato    |
| D        | Denechandra Meitei       | Kerala Blasters | Prestito      |
| D        | Shubham Sarangi          |                 |               |
| D        | Sebastian Thangmuansang  |                 |               |
| D        | Lalruatthara             |                 |               |
| D        | Sahil Panwar             |                 |               |
| D        | Nikhil Prabhu            | Hyderabad       | Definitivo    |
| D        | Deven Sawhney            |                 |               |
| D        | Lalhrezuala Sailung      |                 |               |
| D        | Hendry Antonay           |                 |               |
| D        | Karan Amin               |                 |               |
| C        | Michael Soosairaj        | ATK Mohun Bagan | Definitivo    |
| C        | Raynier Fernandes        | Mumbai City     | Prestito      |
| C        | Saúl Crespo              | Ponferradina    | Definitivo    |
| C        | Víctor Rodríguez         |                 | Svincolato    |
| C        | Jerry Mawihmingthanga    |                 |               |
| C        | Paul Ramfangzauva        |                 |               |
| C        | Nandha Kumar Sekar       |                 |               |
| C        | Thoiba Singh Moirangthem |                 |               |
| C        | Isaac Vanmalsawma        |                 |               |
| C        | Isak Vanlalruatfela      |                 |               |
| C        | CVL Remtluanga           |                 |               |
| A        | Samuel Lalmuanpuia       | Aizawl          | Fine prestito |
| A        | Diego Maurício           |                 | Svincolato    |
| A        | Pedro Martín             |                 | Svincolato    |
| A        | Akshunna Tyagi           |                 |               |

| Cessioni | Cessioni           | Cessioni           | Cessioni      |
| R.       | Nome               | a                  | Modalità      |
| -------- | ------------------ | ------------------ | ------------- |
| P        | Arshdeep Singh     |                    | Svincolato    |
| P        | Ankit Bhuyan       |                    | Svincolato    |
| P        | Ravi Kumar         | Punjab FC          | Definitivo    |
| P        | Kamaljit Singh     | East Bengal        | Definitivo    |
| D        | Kamalpreet Singh   |                    | Svincolato    |
| D        | Nikhil Prabhu      | Hyderabad          | Fine prestito |
| D        | Gaurav Bora        |                    | Svincolato    |
| D        | George D'Souza     |                    | Svincolato    |
| D        | Víctor Mongil      |                    | Svincolato    |
| D        | Héctor Rodas       |                    | Svincolato    |
| D        | Saurabh Meher      | Gokulam Kerala     | Definitivo    |
| D        | Rishabh Dobriyal   | Sudeva Delhi       | Definitivo    |
| C        | Liridon Krasniqi   | Johor Darul Ta'zim | Fine prestito |
| C        | Javi Hernández     | Bengaluru          | Definitivo    |
| A        | Redeem Tlang       | FC Goa             | Fine prestito |
| A        | Baoringdao Bodo    |                    | Svincolato    |
| A        | Daniel Lalhlimpuia |                    | Svincolato    |
| A        | Premjit Singh      |                    | Svincolato    |
| A        | Aridai Cabrera     |                    | Svincolato    |
| A        | Jonathas           |                    | Svincolato    |
| A        | Samuel Lalmuanpuia | Punjab FC          | Definitivo    |
| A        | Nikhil Raj         | Kickstart          | Definitivo    |

### Mercato invernale
| Acquisti | Acquisti          | Acquisti      | Acquisti   |
| R.       | Nome              | da            | Modalità   |
| -------- | ----------------- | ------------- | ---------- |
| D        | Tankadhar Bag     | Indian Arrows | Definitivo |
| C        | Princeton Rebello | FC Goa        | Definitivo |
| A        | Aniket Jadhav     | East Bengal   | Definitivo |

| Cessioni | Cessioni                | Cessioni     | Cessioni   |
| R.       | Nome                    | a            | Modalità   |
| -------- | ----------------------- | ------------ | ---------- |
| P        | Antonio D'Silva         | Dempo        | Prestito   |
| D        | Sebastian Thangmuansang | Mohammedan   | Prestito   |
| D        | Nikhil Prabhu           | FC Goa       | Definitivo |
| C        | Lalhrezuala Sailung     | Sudeva Delhi | Prestito   |

#### Cambio di allenatore
| Allenatore in uscita | Motivo      | Dal           | Fino al       | Allenatore in entrata | A partire dal |
| -------------------- | ----------- | ------------- | ------------- | --------------------- | ------------- |
| Josep Gombau         | Rescissione | 8 giugno 2022 | 12 marzo 2023 | Clifford Miranda      | 16 marzo 2023 |

## Risultati

### Indian Super League
| Arbitro: | Rowan A. |

|                                          |           |                                                 |
| Daniel Chima 3’ Boris Singh Thangjam 10’ | Marcatori | 17’, 90+1’ Diego Maurício 88’ Isaac Vanmalsawma |

| Arbitro: | Banerji P. |

|                                              |           |  |
| Shubham Sarangi 51’ (A.g.) Bipin Singh 90+5’ | Marcatori |  |

| Arbitro: | Singh P. |

|                                            |           |                      |
| Jerry Mawihmingthanga 54’ Pedro Martín 87’ | Marcatori | 35’ Harmanjot Khabra |

| Arbitro: | Nathan S. |

|                        |           |  |
| Nandha Kumar Sekar 33’ | Marcatori |  |

| Arbitro: | Venkatesh R. |

|                   |           |  |
| Mohammad Yasir 8’ | Marcatori |  |

| Arbitro: | Mohamed J. |

|                                                 |           |                                                                        |
| Thongkhosiem Haokip 23’ Naorem Mahesh Singh 35’ | Marcatori | 47’, 48’ Pedro Martín 66’ Jerry Mawihmingthanga 76’ Nandha Kumar Sekar |

| Arbitro: | Purkayastha A. |

|                                                                                 |           |                                         |
| Vafa Hakhamaneshi 31’ (A.g.) Diego Maurício 48’ (Rig.) Nandha Kumar Sekar 90+5’ | Marcatori | 60’, 90+4’ (Rig.) Abdenasser El Khayati |

| Arbitro: | Bora U. |

|                                                  |           |                 |
| Nandha Kumar Sekar 25’ Jerry Mawihmingthanga 78’ | Marcatori | 60’ Rochharzela |

| Arbitro: | Crystal J. |

|                                                            |           |  |
| Brison Fernandes 74’ Noah Sadaoui 79’ Álvaro Vázquez 90+1’ | Marcatori |  |

| Bhubaneswar 15 dicembre 2022, ore 15:00 UTC+5:30 11ª giornata | Odisha        | 0 – 0 referto | ATK Mohun Bagan | Kalinga Stadium\| Arbitro: \| Srikrishna C. \| |
| Arbitro:                                                      | Srikrishna C. |               |                 |                                                |

| Arbitro: | Mondal P. |

|                   |           |  |
| Sandeep Singh 86’ | Marcatori |  |

| Arbitro: | Rowan A. |

|                           |           |                                                                    |
| Diego Maurício 62’, 90+1’ | Marcatori | 56’, 80’ Lallianzuala Chhangte 69’ Bipin Singh 86’ Alberto Noguera |

| Arbitro: | Venkatesh R. |

|                                                  |           |                   |
| Diego Maurício 22’, 53’ Nandha Kumar Sekar 45+2’ | Marcatori | 10’ Cleiton Silva |

| Arbitro: | Nathan S. |

|                                                   |           |                           |
| Rohit Kumar 26’ Roy Krishna 28’ Pablo Pérez 90+2’ | Marcatori | 50’ (Rig.) Diego Maurício |

| Arbitro: | John C. |

|                          |           |  |
| Dimitri Petratos 3’, 80’ | Marcatori |  |

| Arbitro: | Mondal P. |

|                                             |           |                                            |
| Anirudh Thapa 25’ Abdenasser El Khayati 57’ | Marcatori | 24’ Diego Maurício 48’ Isak Vanlalruatfela |

| Arbitro: | Venkatesh R. |

|                    |           |                 |
| Diego Maurício 43’ | Marcatori | 2’ Noah Sadaoui |

| Arbitro: | Purkayastha A. |

|                                                                           |           |                       |
| Isak Vanlalruatfela 33’ Nim Dorjee Tamang 72’ (A.g.) Diego Maurício 90+4’ | Marcatori | 45’ Nim Dorjee Tamang |

| Arbitro: | Bora U. |

|                                |           |                                                                       |
| Wilmar Jordán Gil 90+1’ (Rig.) | Marcatori | 36’ Nandha Kumar Sekar 65’ Víctor Rodríguez 84’ (Rig.) Diego Maurício |

| Arbitro: | Srikrishna C. |

|  |           |                                 |
|  | Marcatori | 61’ Harry Sawyer 63’ Ritwik Das |

#### Andamento in campionato
| Giornata  | 1 | 2 | 3 | 4 | 5 | 6 | 7 | 8 | 9 | 10 | 11 | 12 | 13 | 14 | 15 | 16 | 17 | 18 | 19 | 20 | 21 | 22 |
| --------- | - | - | - | - | - | - | - | - | - | -- | -- | -- | -- | -- | -- | -- | -- | -- | -- | -- | -- | -- |
| Luogo     | T | T | C | C | T | X | T | C | C | T  | C  | T  | C  | C  | T  | X  | T  | T  | C  | C  | T  | C  |
| Risultato | V | P | V | V | P | X | V | V | V | P  | N  | P  | P  | V  | P  | X  | P  | N  | N  | V  | V  | P  |
| Posizione | 2 | 8 | 3 | 2 | 4 | 6 | 5 | 3 | 3 | 5  | 5  | 6  | 6  | 5  | 5  | 6  | 7  | 7  | 7  | 7  | 6  | 6  |

Legenda:

Luogo: C = Casa; T = Trasferta. Risultato: V = Vittoria; N = Pareggio; P = Sconfitta.

#### Qualificazione
| Arbitro: | Kumar Gupta R. |

|                                       |           |  |
| Hugo Boumous 36’ Dimitri Petratos 58’ | Marcatori |  |

### Super Cup

#### 1º turno
| Arbitro: | Kumar Gupta R. |

|                        |           |                     |
| Nandha Kumar Sekar 73’ | Marcatori | 38’ Mobashir Rahman |

| Arbitro: | Venkatesh R |

|  |           |                                                                  |
|  | Marcatori | 47’ Diego Maurício 56’ Víctor Rodríguez 90+2’ Nandha Kumar Sekar |

| Arbitro: | Banerjee P. |

|                    |           |                                         |
| Javier Siverio 11’ | Marcatori | 55’ Diego Maurício 86’ Víctor Rodríguez |

#### Andamento in coppa
| Giornata  | 1 | 2 | 3 |  |
| --------- | - | - | - |  |
| Luogo     | C | T | T |  |
| Risultato | N | V | V |  |
| Posizione | 2 | 1 | 1 |  |

Legenda:

Luogo: C = Casa; T = Trasferta. Risultato: V = Vittoria; N = Pareggio; P = Sconfitta.

#### Semifinale
| Arbitro: | Senthil Nathan S |

|                                               |           |                      |
| Nandha Kumar Sekar 9’, 63’ Diego Maurício 85’ | Marcatori | 1’ Wilmar Jordán Gil |

#### Finale
| Arbitro: | Kumar Gupta R. |

|                          |           |                         |
| Sunil Chhetri 83’ (Rig.) | Marcatori | 23’, 38’ Diego Maurício |

| Bengaluru | Odisha |

|                 |    |                       |     |
|                 |    |                       |     |
| GK              | 1  | Gurpreet Singh Sandhu |     |
| CB              | 32 | Naorem Roshan Singh   |     |
| CB              | 25 | Namgyal Bhutia        |     |
| CB              | 3  | Sandesh Jhingan       |     |
| RM              | 18 | Rohit Kumar           | 46’ |
| MF              | 8  | Suresh Singh Wangjam  | 22’ |
| MF              | 7  | Jayesh Rane           | 46’ |
| LF              | 6  | Bruno Ramires         |     |
| RW              | 22 | Roy Krishna           |     |
| FW              | 21 | Udanta Singh          |     |
| LW              | 11 | Sunil Chhetri (c)     | 58’ |
| A disposizione: |    |                       |     |
| MF              | 31 | Leon Augustine        |     |
| DF              | 33 | Prabir Das            |     |
| MF              | 45 | Lalremtluanga Fanai   |     |
| DF              | 4  | Aleksandar Jovanović  | 46’ |
| FW              | 39 | Sivasakthi Narayanan  |     |
| MF              | 23 | Pablo Pérez           | 46’ |
| GK              | 30 | Lara Sharma           |     |
| MF              | 2  | Parag Shrivas         |     |
| DF              | 44 | Robin Yadav           |     |
| Allenatore:     |    |                       |     |
| Simon Grayson   |    |                       |     |

|                  |    |                          |       |
|                  |    |                          |       |
| GK               | 1  | Amrinder Singh           | 29’   |
| RB               | 3  | Narender Gahlot          | 90+3’ |
| CB               | 6  | Osama Malik              |       |
| CB               | 5  | Carlos Delgado (c)       |       |
| LB               | 36 | Sahil Panwar             |       |
| MF               | 24 | Thoiba Singh Moirangthem |       |
| MF               | 25 | Princeton Rebello        | 86’   |
| RM               | 17 | Jerry Mawihmingthanga    | 86’   |
| AM               | 32 | Víctor Rodríguez         | 90+1’ |
| LM               | 11 | Nandha Kumar Sekar       | 78’   |
| FW               | 9  | Diego Maurício           | 86’   |
| A disposizione:  |    |                          |       |
| MF               | 21 | Saúl Crespo              | 86’   |
| MF               | 10 | Raynier Fernandes        |       |
| FW               | 99 | Aniket Jadhav            | 78’   |
| DF               | 39 | Lalruatthara             |       |
| DF               | 30 | Denechandra Meitei       |       |
| MF               | 19 | Isak Vanlalruatfela      |       |
| FW               | 7  | Pedro Martín             | 90+1’ |
| GK               | 28 | Lalthuammawia Ralte      |       |
| MF               | 8  | Paul Ramfangzauva        | 86’   |
| MF               | 48 | Isaac Vanmalsawma        | 86’   |
| Allenatore:      |    |                          |       |
| Clifford Miranda |    |                          |       |

### Durand Cup

#### Fase a gironi
| Arbitro: | Banerjee P. |

|  |           |                                                             |
|  | Marcatori | 12’, 38’ Jerry 26’ Sekar 81’ Isak 88’ Diego 90’ Moirangthem |

| Arbitro: | Kanojiya A. |

|                      |           |  |
| Isaac 51’ Crespo 73’ | Marcatori |  |

| Arbitro: | Roy D. |

|                           |           |  |
| Crespo 19’, 38’ Jerry 40’ | Marcatori |  |

| Guwahati 4 settembre 2022, ore 18:00 UTC+5:30 5ª giornata | Army Green | 0 – 1 referto | Odisha | Stadio atletico Indira Gandhi |
| \| \| \| \| \| \| Marcatori \| 83’ Martín \|              |            |               |        |                               |
|                                                           |            |               |        |                               |
|                                                           | Marcatori  | 83’ Martín    |        |                               |

##### Andamento
| Giornata  | 1 | 2 | 3 | 4 | 5 |
| --------- | - | - | - | - | - |
| Luogo     | T | C | X | C | T |
| Risultato | V | V | X | V | V |
| Posizione | 1 | 1 | 1 | 1 | 1 |

Legenda:

Luogo: C = Casa; T = Trasferta. Risultato: V = Vittoria; N = Pareggio; P = Sconfitta.

#### Quarti di finale
| Calcutta 10 settembre 2022, ore 14:30 UTC+5:30                                | Odisha    | 1 – 2 referto                 | Bengaluru | Kishore Bharati Krirangan |
| \| \| \| \| \| Maurício 115’ \| Marcatori \| 97’ Sivasakthi 120+1’ Krishna \| |           |                               |           |                           |
|                                                                               |           |                               |           |                           |
| Maurício 115’                                                                 | Marcatori | 97’ Sivasakthi 120+1’ Krishna |           |                           |

### Qualificazioni alla fase a gironi della Coppa dell'AFC 2023-2024
| Arbitro: | Tejas Visvasrao Nagvenkar |

|                  |           |                                     |
| Farshad Noor 36’ | Marcatori | 18’, 31’, 52’ (Rig.) Diego Maurício |